# サンチャ・デ・カスティーリャ (ナバラ王妃)
サンチャ・デ・カスティーリャ（スペイン語：Sancha de Castilla, 1139年ごろ - 1179年8月）は、カスティーリャ王アルフォンソ7世とその最初の妃ベレンゲラ・デ・バルセロナの娘。両親の間に生まれた7子のうちの第5子であった。
1153年7月20日にサンチャはナバラ王サンチョ6世と結婚した。サンチョ6世は自身の王国をヨーロッパの政治的勢力圏に加える必要があった。「ナバラ王妃、皇帝の娘」（la reyna de Navarra, filla del emperador）サンチャが1179年8月に死去したことが、『トレド年代記（Annales Toledanos）』に記されている。サンチャはパンプローナ大聖堂に埋葬された。

## 子女
- サンチョ7世（1154年 - 1234年） - ナバラ王
- フェルナンド
- ラミロ（1228年没） - パンプローナ司教
- ベレンガリア（1165年/1170年 - 1230年） - イングランド王リチャード1世と結婚
- コンスタンサ
- ブランカ（1177年 - 1229年） - シャンパーニュ伯ティボー3世妃、ナバラ王テオバルド1世の母。
- テレサ